# Четырёхстороннее соглашение по Берлину
Четырёхстороннее соглашение по Берлину (нем. Viermächteabkommen über Berlin) — международный договор, подписанный 3 сентября 1971 года в Западном Берлине в бывшей резиденции Контрольного совета в берлинском парке Клейста послом СССР в ГДР Петром Абрасимовым, послом США, послом Великобритании и послом Франции в ФРГ.
Стороны пришли к соглашению о том, что западные секторы Берлина не являются составной частью ФРГ и не находятся под её управлением. Федеративная Республика Германия получила право представлять интересы Западного Берлина на международной арене в отдельных областях (представительство Западного Берлина в международных организациях, консульское обслуживание постоянных жителей города и т. д.), не затрагивая вопросов безопасности и статуса. Другие разделы соглашения урегулировали общие принципы транзитного сообщения между Западным Берлином и ФРГ, пребывания жителей Западного Берлина на территории ГДР. Конкретное решение вопросов транзита и пребывания на территории ГДР было отнесено к компетенции немецких властей (то есть, правительств ГДР и ФРГ и Сената Западного Берлина).
Соглашение вступило в силу 3 июня 1972 года (одновременно с обменом ратификационными грамотами Московского договора) и урегулировало ряд вопросов, касавшихся международного статуса города. Этим соглашением была снята напряжённость, возникшая после возведения Берлинской стены.